# Щипунов, Юрий Анатольевич
Юрий Анатольевич Щипунов (род. 1 марта 1949 года в Челябинске) — советский и российский учёный-химик, специалист в области физической химии коллоидных систем, член-корреспондент РАН (2006).

## Биография
Родился 1 марта 1949 года в Челябинске.
В 1971 году — окончил Уральский государственный университет (Екатеринбург).
В 1976 году — защитил кандидатскую диссертацию (научный руководитель — академик А. Н. Фрумкин).
В 1989 году — защитил докторскую диссертацию.
В 1992 году — создал лабораторию коллоидных систем и межфазных процессов в Институте химии ДВО РАН.
В 2006 году — избран членом-корреспондентом РАН.
С 1975 года по настоящее время работает в Институте химии ДВО РАН, пройдя путь от младшего научного сотрудника до заместителя директора по научной работе (с 1994 по 2000 годы), в настоящее время — заведующий лабораторией коллоидных систем и межфазных процессов.

## Научная деятельность
Основные научные интересы:
- гидрогели полисахаридов и белков;
- полиэлектролитные комплексы биополимеров;
- биоматериалы на основе биополимеров и силиката, получаемые по золь-гель технологии;
- силикатные мезопористые материалы, синтезируемые на матрицах из ПАВ;
- органогели лецитина;
- смешанные системы биополимер-ПАВ;
- реологические измерения.

Автор более 100 статей, включая 6 обзоров в «Успехах химии», «Advances in Colloid and Interface Science», «Colloids and Surfaces», энциклопедии «Encyclopedia of Surface and Colloid Science» (Marcel Dekker) и монографии «Liquid-liquid interfaces: Theory and methods» (CRC Press).
С 1999 года ведёт преподавательскую деятельность в должности профессора кафедры физической химии Дальневосточного федерального университета, читает курс лекций «Современная коллоидная химия».